# Poliwag
Poliwag (japanski: ニョロモ Nyoromo) jedan je od 1025 fiktivnih vrsta Pokémona iz medijske franšize Pokémon, skupa Pokémon videoigara, animiranih serija, manga stripova, knjiga, igraćih karata i drugih medija kojima je tvorac Satoshi Tajiri. Svrha je Poliwaga u videoigrama, animiranoj seriji i manga stripovima, kao i svrha ostalih Pokémona, borba s divljim Pokémonima – neukroćenim stvorenjima koje igrači i likovi pronalaze dok kreću na razne avanture – i pripitomljenim Pokémonima drugih Pokémon trenera.

## Etimologijaimena
Ime Poliwag kombinacija je engleskih riječi "pollywog" = punoglavac, što se odnosi na anatomiju njegova tijela, i "wag" = mahati repom, odnoseći se na Poliwagovo hitro njihanje repa s jedne strane na drugu, što se odražava u njegovoj tehnici Dvostruke pljuske (Doubleslap). 
Njegovo je japansko ime, Nyoromo, vjerojatno onomatopeja: "Nyoro nyoro" označava migoljenje i meškoljenje, opisujući kretnje punoglavca (u ovom slučaju, Poliwaga).

## Pokédex podaci
- Pokémon Red/Blue: Njegove novonarasle noge ne pomažu mu puno u hodanju. Čini se da više voli plivanje nego hodanje.
- Pokémon Yellow: Smjer spirale na trbuhu različit je ovisno o području na kojem obitava. Bolji je u plivanju nego u hodanju.
- Pokémon Gold: Pošto je nesposoban hodati na svojim novonaraslim nogama, uvijek pliva uokolo u vodi.
- Pokémon Silver: Smjer spirale na trbuhu različit je ovisno o području na kojem obitava. Misli se da ekvator ima utjecaj na to.
- Pokémon Crystal: Zavojnica na njegovom trbuhu zapravo predstavlja njegove unutrašnjosti koje se vide kroz kožu. Izgledaju jasnije nakon što se najede.
- Pokémon Ruby/Sapphire: Poliwag ima jako tanku kožu. Moguće je vidjeti njegove zavojite unutrašnjosti kroz kožu. Unatoč tankom sloju, njegova koža jako je fleksibilna. Čak i oštri očnjaci odskaču od nje.
- Pokémon Emerald: Moguće je vidjeti njegove zavojite unutrašnjosti kroz kožu. Njegova koža jako je fleksibilna. Čak i oštri očnjaci odskaču od nje.
- Pokémon FireRed: Njegova skliska crna koža tanka je i vlažna. Dio njegovih unutarnjih organa može se vidjeti kao zavojiti uzorak.
- Pokémon LeafGreen: Njegove novonarasle noge ne pomažu mu puno u hodanju. Čini se da više voli plivanje nego hodanje.
- Pokémon Diamond/Pearl: Njegova koža je toliko tanka da mu se vide unutarnji organi. Ima problema s hodanjem na svojim novonaraslim nogama.

## U videoigrama
Poliwag je veoma rasprostranjen Pokémon, i dostupan je u igrama Pokémon Red, Blue i Yellow, kao i u Pokémon Gold, Silver i Crystal igrama. U Red i Blue verzijama, može ga se pronaći pecajući u gradu Ceruleanu, Vermilionu, Palletu i Viridianu, kao i na Stazi 22, dok ga se u Yellow verziji može naći pecanjem u gradu Viridianu i na Stazama 22 i 23. 
U Gold i Silver verzijama, Poliwaga se može pronaći pecajući ili surfajući kod Alfa ruševina, u gradu Blacthornu, Ecruteaku, Violetu, Viridianu, zatim na Planini Silver, u Ilex šumi te na Stazama 6, 22, 28, 30, 31, 35, 43 i 44. U Crystal verziji, može ga se naći i na Stazi 30.
Poliwagovo je glasanje u Pokémon videoigrama jednako glasanju Jigglypuffa.
Poliwag se razvija u Poliwhirla, čiji se evolucijski lanac tada razgrana. Upotrebom Vodenog kamena, Poliwhirl postaje Poliwrath, dok razmjena Poliwhirla uz Kraljev kamen (King's Rock) izaziva evoluciju u Politoeda.

## Tehnike
| Prirodne tehnike                   | Prirodne tehnike | Prirodne tehnike |
| ---------------------------------- | ---------------- | ---------------- |
| Tehnika                            | Vrsta tehnike    | Razina           |
| Vodeni sport (Water Sport)         | Vodeni           |                  |
| Mjehurići (Bubble)                 | Vodeni           | 5                |
| Hipnoza (Hypnosis)                 | Psihički         | 8                |
| Vodeni pištolj (Water Gun)         | Vodeni           | 11               |
| Dvostruka pljuska (Doubleslap)     | Normalni         | 15               |
| Ples kiše (Rain Dance)             | Vodeni           | 18               |
| Tresak tijelom (Body Slam)         | Normalni         | 21               |
| Mjehurasti mlaz (Bubblebeam)       | Vodeni           | 25               |
| Hitac blatom (Mud Shot)            | Zemljani         | 28               |
| Trbušni bubanj (Belly Drum)        | Normalni         | 31               |
| Razbuđujuća pljuska (Wake-up Slap) | Borbeni          | 35               |
| Vodena crpka (Hydro Pump)          | Vodeni           | 38               |
| Blatna bomba (Mud Bomb)            | Zemljani         | 43               |

## Statistike
| HP:      | 40 |  |
| Attack:  | 50 |  |
| Defense: | 40 |  |
| Special: | 40 |  |
| SpAtk:   | 40 |  |
| SpDef:   | 40 |  |
| Speed:   | 90 |  |

Statistika Special korištena je samo tijekom prve generacije; kasnije je podijeljenja na Special Attack i Special Defense statistike.

## U animiranoj seriji
Kao divlji Pokémon, Poliwag se nebrojeno puta pojavio u Pokémon animiranoj seriji, i svako je njegovo pojavljivanje bilo gotovo slučajno. Primjerice, jedan se pojavio u jezeru s ostalim Pokémonima kada je društvo posjetilo profesora Oaka. 
Misty je također uhvatila jednog, koji se kasnije, tijekom dvoboja između Asha i nje nad novouhvaćenim Totodileom, razvio u Poliwhirla. Poliwhirl se naposljetku razvio u Politoeda, ostavši značajan član Mistyina tima.